# Digitalis coutinhoi
Digitalis coutinhoi là một loài thực vật có hoa trong họ Mã đề. Loài này được Samp. mô tả khoa học đầu tiên năm 1913.